# Rasa de la Font de Pujantell
La Rasa de la Font de Pujantell és un torrent afluent per l'esquerra de la Rasa de Cària que neix al vessant de ponent del Serrat de Sant Iscle i que realitza tot el seu recorregut pel terme municipal de Castellar de la Ribera.

## Xarxa hidrogràfica
La seva xarxa hidrogràfica, que també transcorre íntegrament pel terme municipal de Castellar de la Ribera, està constituïda per 11 cursos fluvials la longitud total dels quals suma 4.918 m.